# Maulette
Maulette és un municipi francès, situat al departament d'Yvelines i a la regió de Illa de França. L'any 2007 tenia 735 habitants.
Forma part del cantó de Bonnières-sur-Seine, del districte de Mantes-la-Jolie i de la Comunitat de comunes del Pays Houdanais.

## Demografia

### Població
El 2007 la població de fet de Maulette era de 735 persones. Hi havia 282 famílies, de les quals 58 eren unipersonals (35 homes vivint sols i 23 dones vivint soles), 85 parelles sense fills, 120 parelles amb fills i 19 famílies monoparentals amb fills.
La població ha evolucionat segons el següent gràfic:
Habitants censats

### Habitatges
El 2007 hi havia 306 habitatges, 286 eren l'habitatge principal de la família, 12 eren segones residències i 8 estaven desocupats. 263 eren cases i 39 eren apartaments. Dels 286 habitatges principals, 207 estaven ocupats pels seus propietaris, 54 estaven llogats i ocupats pels llogaters i 25 estaven cedits a títol gratuït; 1 tenia una cambra, 23 en tenien dues, 44 en tenien tres, 62 en tenien quatre i 156 en tenien cinc o més. 227 habitatges disposaven pel capbaix d'una plaça de pàrquing. A 119 habitatges hi havia un automòbil i a 141 n'hi havia dos o més.

### Piràmide de població
La piràmide de població per edats i sexe el 2009 era:
| Homes | Edats   | Dones |
| ----- | ------- | ----- |
| 0     | 95 o +  | 0     |
| 0     | 90 a 94 | 0     |
| 4     | 85 a 89 | 8     |
| 0     | 80 a 84 | 0     |
| 4     | 75 a 79 | 24    |
| 4     | 70 a 74 | 12    |
| 20    | 65 a 69 | 12    |
| 16    | 60 a 64 | 16    |
| 40    | 55 a 59 | 16    |
| 16    | 50 a 54 | 28    |
| 12    | 45 a 49 | 24    |
| 28    | 40 a 44 | 24    |
| 20    | 35 a 39 | 28    |
| 16    | 30 a 34 | 24    |
| 28    | 25 a 29 | 28    |
| 12    | 20 a 24 | 36    |
| 38    | 15 a 19 | 31    |
| 44    | 10 a 14 | 28    |
| 8     | 5 a 9   | 4     |
| 20    | 0 a 4   | 24    |

## Economia
El 2007 la població en edat de treballar era de 503 persones, 379 eren actives i 124 eren inactives. De les 379 persones actives 356 estaven ocupades (186 homes i 170 dones) i 23 estaven aturades (11 homes i 12 dones). De les 124 persones inactives 43 estaven jubilades, 47 estaven estudiant i 34 estaven classificades com a «altres inactius».

### Ingressos
El 2009 a Maulette hi havia 294 unitats fiscals que integraven 771,5 persones, la mediana anual d'ingressos fiscals per persona era de 22.315 €.

### Activitats econòmiques
Dels 79 establiments que hi havia el 2007, 1 era d'una empresa alimentària, 5 d'empreses de fabricació d'altres productes industrials, 12 d'empreses de construcció, 31 d'empreses de comerç i reparació d'automòbils, 2 d'empreses de transport, 3 d'empreses d'hostatgeria i restauració, 2 d'empreses financeres, 5 d'empreses immobiliàries, 9 d'empreses de serveis, 2 d'entitats de l'administració pública i 7 d'empreses classificades com a «altres activitats de serveis».
Dels 27 establiments de servei als particulars que hi havia el 2009, 1 era una gendarmeria, 5 tallers de reparació d'automòbils i de material agrícola, 2 tallers d'inspecció tècnica de vehicles, 2 guixaires pintors, 2 fusteries, 5 lampisteries, 1 electricista, 2 empreses de construcció, 2 perruqueries, 2 restaurants, 2 agències immobiliàries i 1 tintoreria.
Dels 7 establiments comercials que hi havia el 2009, 2 eren supermercats, 1 un supermercat, 1 una botiga de menys de 120 m², 1 una botiga de congelats, 1 una peixateria i 1 una botiga de material de revestiment de parets i terra.
L'any 2000 a Maulette hi havia 5 explotacions agrícoles.

## Equipaments sanitaris i escolars
L'únic equipament sanitari que hi havia el 2009 era una ambulància.
El 2009 hi havia una escola elemental.

## Poblacions més properes
El següent diagrama mostra les poblacions més properes.